# Vol de bijoux à l'Hôtel Métropole (nouvelle)
Pour le téléfilm, voir Vol de bijoux à l'Hôtel Métropole (téléfilm).
Vol de bijoux à l'Hôtel Métropole (The Jewel Robbery at the Grand Metropolitan) est une nouvelle policière d'Agatha Christie mettant en scène le détective belge Hercule Poirot.
Initialement publiée le 14 mars 1923 dans la revue The Sketch au Royaume-Uni, cette nouvelle a été reprise en recueil en 1924 dans Poirot Investigates au Royaume-Uni. Elle a été publiée pour la première fois en France dans la revue Club des masques en novembre 1934, puis dans le recueil Marple, Poirot, Pyne... et les autres en 1986.

## Personnages
- Les enquêteurs
  - Hercule Poirot : détective privé
  - Hastings
  - L'inspecteur
  - L'auxiliaire de police

- Les suspects
  - Mme Opalsen
  - La bonne
  - M. Opalsen
  - La femme de chambre
  - Le valet

## Résumé
Mme Opalsen, qui séjourne dans le même hôtel que Hercule Poirot et son compagnon et bras droit  Hastings, est victime d'un vol. En larmes, elle demande l'assistance du célèbre détective. Seules la femme de chambre et la bonne, Célestine, étaient présentes dans la chambre durant l'absence de la propriétaire des bijoux. La disparition de son collier fut constatée par cette dernière lorsqu'elle vint le chercher dans le tiroir de sa coiffeuse. La bonne accuse la femme de chambre qui se défend énergiquement. Les deux femmes sont fouillées. La parure est retrouvée par l'inspecteur : elle était dans le lit de Célestine. Hercule Poirot examine le bijou et en conclut qu'il s'agit d'un faux. 
- Dénouement et révélations finales

Après avoir achevé son enquête auprès de Hastings, à Londres, il démontre la culpabilité de la femme de chambre et du valet.

## Publications
Avant la publication dans un recueil, la nouvelle avait fait l'objet de publications dans des revues, dans la collection « The Grey Cells of M. Poirot I » :
- le 14 mars 1923, au Royaume-Uni, sous le titre « The Curious Disappearance of the Opalsen's Pearls », dans le no 1572 de la revue The Sketch[1],[2] ;
- en octobre 1923, aux États-Unis, sous le titre « Mrs Opalsen's Pearls », dans le no 6 (vol. 37) de la revue Blue Book Magazine[1] ;
- en novembre 1934, en France, dans le no 34 de la revue Club des masques[3] ;
- en novembre 1964, en France, sous le titre « Le collier volé », dans le no 202 de la revue Mystère magazine[3].

La nouvelle a ensuite fait partie de recueils :
- en 1924, au Royaume-Uni, dans Poirot Investigates[1],[4] (avec 10 autres nouvelles) ;
- en 1925, aux États-Unis, dans Poirot Investigates[1]. (avec 13 autres nouvelles, soit 3 supplémentaires par rapport au recueil britannique) ;
- en 1986, en France, dans Marple, Poirot, Pyne... et les autres (avec 7 autres nouvelles) ;
- en 1990, en France, dans la réédition de Les Enquêtes d'Hercule Poirot (reprenant la composition du recueil américain de 1925).

## Adaptations
- 1993 : Vol de bijoux à l'Hôtel Métropole (The Jewel Robbery at the Grand Metropolitan), téléfilm britannique de la série télévisée Hercule Poirot (41e épisode, 5.08), avec David Suchet dans le rôle principal.
- 2004 : The Jewel Robbery at the Grand Metropolitan, épisode de la série animée japonaise Agatha Christie's Great Detectives Poirot and Marple.